# Consolea
Consolea es un género de plantas suculentas perteneciente a la familia Cactaceae. Contiene 8 especies aceptadas y son nativas del sur de Florida y el Caribe.

## Descripción
Las especies de este género crecen como arbustos con 1 o más troncos bien definidos y generalmente de sección cilíndrica. De ellos surgen tallos segmentados y aplanados, que aunque pueden ser redondos, ovalados o elípticos, a menudo son asimétricos, con la superficie lisa o reticulada, los bordes curvados y muy ramificados. Las raíces pueden ser tuberosas o fibrosas.
Los tallos presentan hojas diminutas que suelen ser cilíndricas, de 0,5 a 3 mm de largo y que se caen prematuramente. Las areolas tienen gloquidios, pelos y espinas variables que a veces pueden estar ausentes.
Las flores son pequeñas y de color rojo a naranja o amarillo. Están abiertas durante el día, se cierran por la noche y suelen abrirse durante tres días seguidos. Tienen el pericarpelo alargado y aplanado lateralmente y a veces aparece curvado. 
Los frutos, de forma oblonga a ovoides, obovados o en forma de maza, son carnosos. Contienen semillas de color blanco amarillento en su interior, miden de 3 a 4 mm de largo y están fuertemente comprimidas lateralmente.

## Distribución
El área de distribución nativa de este género es el sur de Florida y el Caribe (concretamente en las Bahamas, Islas Caimán, Cuba, República Dominicana, Haití, Jamaica, Islas de Sotavento, Puerto Rico e Islas Turcas y Caicos).

## Taxonomía
El género fue descrito por el botánico francés Charles Lemaire y publicado en la revista ilustrada Revue Horticole 11: 174 en el año 1862.
Etimología
Consolea: nombre genérico otorgado en honor al botánico italiano Michelangelo Console, un inspector del Jardín Botánico de Palermo.

## Especies aceptadas
Actualmente, el género Consolea consta de 8 especies aceptadas según Plants of the World Online (POWO):
| Imagen | Nombre científico                                      | Distribución                                                 |
| ------ | ------------------------------------------------------ | ------------------------------------------------------------ |
|        | Consolea falcata (Ekman & Werderm.) F.M.Knuth          | Noroeste de Haití                                            |
|        | Consolea intermedia Hoxey & Gdaniec                    | República Dominicana                                         |
|        | Consolea macracantha (Griseb.) A.Berger                | Florida, Bahamas, Islas Caimán, Cuba, Islas Turcas y Caicos. |
|        | Consolea moniliformis (L.) A.Berger                    | Cuba, República Dominicana, Haití y Puerto Rico              |
|        | Consolea picardae (Urb.) Areces                        | República Dominicana y Haití                                 |
|        | Consolea rubescens (Salm-Dyck ex DC.) Lem.             | Isla de Sotavento y Puerto Rico                              |
|        | Consolea spinosissima (Mill.) Lem.                     | Islas Caimán, Haití y Jamaica                                |
|        | Consolea testudinis-crus (F.A.C.Weber) Mottram & Hoxey | Norte de Haití                                               |